# Monique (actriz porno)
Shammara Abdul-Khaaliq (San Diego, California; 20 de enero de 1975), más reconocida artísticamente por el nombre Monique, es una actriz pornográfica estadounidense, de ascendencia afroestadounidense. Debutó en la industria pornográfica en 1996, con tan solo 21 años de edad.

## Premios y nominaciones
| Año  | Premio        | Resultado | Categoría | Trabajo                   |
| ---- | ------------- | --------- | --- | ------------------------- |
| 1998 | Premios XRCO  | Nominada  | Unsung Siren | —                         |
| 1999 | Premios XRCO  | Nominada  | Unsung Siren | —                         |
| 2000 | Premios AVN   | Nominada  | Artista femenina del año | —                         |
| 2001 | Premios AVN   | Nominada  | Mejor escena de sexo anal (with Mark Davis & Mark Anthony)                                                                                   | The Voyeur 17             |
| 2001 | Premios XRCO  | Nominada  | Orgasmic Oralist[cita requerida] | —                         |
| 2001 | Premios XRCO  | Nominada  | Anal Queen[cita requerida] | —                         |
| 2002 | Premios AVN   | Nominada  | Artista femenina del año | —                         |
| 2002 | Premios AVN   | Nominada  | Mejor escena de sexo en producción extranjera (with Loureen Hill, Reapley, Mercedes, Hatman, Suzy, Leslie Taylor, Alberto Rey & David Perry) | Euro Angels Hardball 11   |
| 2003 | Premios AVN   | Nominada  | Mejor escena de sexo anal (with Byron Long & Wesley Pipes)                                                                                   | DPGs                      |
| 2004 | Premios AVN   | Nominada  | Artista femenina del año | —                         |
| 2005 | Premios AVN   | Nominada  | Mejor escena de sexo oral (with John E. Depth)                                                                                               | Black Ass Candy           |
| 2005 | Premios AVN   | Nominada  | Mejor escena de trío (with Michael Stefano & Steve Holmes)                                                                                   | The Pussy Is Not Enough 2 |
| 2008 | Urban X Award | Nominada  | Best Anal Performer | —                         |
| 2008 | Urban X Award | Ganadora  | Freakiest Girl in Porn | —                         |
| 2008 | Premios XRCO  | Nominada  | Best Cumback | —                         |